# Acanthurus albipectoralis
Acanthurus albipectoralis е вид лъчеперка от семейство Acanthuridae. Видът е незастрашен от изчезване.

## Разпространение и местообитание
Разпространен е в Австралия, Американска Самоа (Суейнс), Вануату, Нова Каледония, Самоа, Тонга, Уолис и Футуна и Фиджи.
Среща се на дълбочина от 5 до 20 m, при температура на водата от 25,7 до 29 °C и соленост 34,4 – 35,4 ‰.

## Описание
На дължина достигат до 33 cm.